# Tuula Hovi
Tuula Hovi, född den 14 november 1939 i Veckelax, är en finländsk orienterare som tog VM-brons i stafett 1968 samt NM-brons i stafett 1965 och 1967.